# Silicon-on-Sapphire
Silicon-on-Sapphire (SOS, englisch, dt.: ‚Silizium auf Saphir‘) bezeichnet in der Halbleitertechnik eine spezielle Bauform für Halbleiterbauelemente aus Silizium auf dem isolierenden Substrat aus Saphir.

Querschnitt durch einen Transistor in einem integrierten Schaltkreis auf einem SOS-Substrat

SOS ist ein Teil der Silicon-on-Insulator-Familie (SOI, dt. »Silizium auf einem Isolator«). 
Die integrierten Schaltkreise (ICs) werden in einem heteroepitaxialen Prozess hergestellt, bei dem eine dünne Schicht von einkristallinem Silizium auf einem Saphir-Wafer hergestellt wird. Die Saphir-Wafer werden aus hochreinem, künstlich gezüchtetem einkristallinem Saphir geschnitten. Die Vorteile von Saphir sind seine gute elektrische Isolation, was durch ionisierende Strahlung eingestreute Spannungen daran hindert, auf benachbarte Schaltkreiselemente einzuwirken, sowie seine etwa übereinstimmende Gitterkonstante und auch die hohe Wärmeleitfähigkeit.
SOS ermöglicht die Herstellung von Transistoren und ICs mit besonders hoher Betriebsspannung oder besonders hoher Strahlenresistenz (zum Beispiel für den Einsatz in Satelliten im Bereich des Van-Allen-Gürtels) und werden primär in aeronautischen und militärischen Anwendungen eingesetzt. Der Mikroprozessor RCA1802 ist ein bekanntes Beispiel eines im SOS-Verfahren gefertigten Halbleiters.
SOS wurde kommerziell zumindest bis 2006 wenig eingesetzt, da es sehr schwierig ist, extrem kleine Transistoren herzustellen. Diese werden aber bei hochintegrierten Bauteilen benötigt. Die Schwierigkeit entsteht durch Versetzungen, die aufgrund der unterschiedlichen Gitterkonstanten der Kristallgitter zwischen dem Silizium und Saphir entstehen.